# Anel Hadžić
Anel Hadžić (Velika Kladuša, 1989. augusztus 16. –) bosnyák válogatott labdarúgó.

## Pályafutása

### Klubcsapatokban
Anel Hadžić 1989. augusztus 16-án született Velika Kladusában, azonban már gyerekkora óta Ausztriában futballozott. Tízéves korában került az FC Ried együtteséhez, ahol az utánpótlásban eltöltött évek után a felnőttek között 190 tétmérkőzésen 25 gólt szerzett. Hat szezont követően írt alá a Sturm Grazhoz. 2016 januárjában a török Eskişehirsporhoz írt alá, de mindössze fél év, és nyolc bajnoki után váltott, majd 2016. augusztus 29-én két évre aláírt a Videoton FC-hez.2019. április 20-án lépett 100. alkalommal pályára tétmérkőzésen a Ferencváros ellen. 2020. április 26-án közös megegyezéssel felbontották szerződését. Bajnok és kupagyőztes volt a székesfehérvári együttessel, a magyar élvonalban 85 mérkőzésen 11 gólt szerzett, tagja volt az Európa-liga csoportkörébe jutó csapatnak a 2018–2019-es szezonban. 2021 januárjában aláírt a Wacker Innsbruck csapatához félévre, ami egy évvel meghosszabbítható. Július közepén bejelentette, hogy visszatér korábbi klubjához a a Welshez. December 21-én bejelentette visszavonulását.

### A válogatottban
Bár játszhatott volna az osztrák válogatottban is, végül úgy döntött, hogy a felnőttek között Boszniát képviseli.
2014. március 5-én egy Egyiptom elleni barátságos mérkőzésen mutatkozott be a bosznia-hercegovinai válogatottban. Részt vett a 2014-es világbajnokságon is.

## Család
Testvére, Elvir Hadžić szintén labdarúgó, jelenleg az osztrák Wels játékosa, de korábban együtt szerepeltek a Fehérvár csapatában. Unokatestvére, Demir Hadžić az osztrák alacsonyabb ligában szereplő csapatokban fordult meg. 2019 júniusában megnősült.

## Statisztika

### Klub
2021. december 21-i állapotnak megfelelően.
| Klub             | Szezon   | Bajnokság                    | Bajnokság | Bajnokság | Kupa  | Kupa  | Nemzetközi | Nemzetközi | Összesen | Összesen |
| Klub             | Szezon   | Osztály                      | Mérk.     | Gólok     | Mérk. | Gólok | Mérk.      | Gólok      | Mérk.    | Gólok    |
| ---------------- | -------- | ---------------------------- | --------- | --------- | ----- | ----- | ---------- | ---------- | -------- | -------- |
| Wels             | 2007–08  | Osztrák Regionalliga Central | 5         | 2         | –     | –     | –          | –          | 5        | 2        |
| Ried             | 2007–08  | Osztrák Bundesliga           | 14        | 0         | 1     | 0     | 0          | 0          | 15       | 0        |
| Ried             | 2008–09  | Osztrák Bundesliga           | 20        | 0         | 3     | 0     | –          | –          | 23       | 0        |
| Ried             | 2009–10  | Osztrák Bundesliga           | 31        | 1         | 4     | 0     | –          | –          | 35       | 1        |
| Ried             | 2010–11  | Osztrák Bundesliga           | 33        | 4         | 5     | 2     | –          | –          | 38       | 6        |
| Ried             | 2011–12  | Osztrák Bundesliga           | 33        | 7         | 5     | 1     | 4          | 1          | 42       | 9        |
| Ried             | 2012–13  | Osztrák Bundesliga           | 30        | 6         | 4     | 1     | 4          | 2          | 38       | 9        |
| Ried             | Összesen | Összesen                     | 161       | 18        | 22    | 4     | 8          | 3          | 191      | 25       |
| Sturm Graz       | 2013–14  | Osztrák Bundesliga           | 29        | 2         | 5     | 2     | 2          | 0          | 36       | 4        |
| Sturm Graz       | 2014–15  | Osztrák Bundesliga           | 32        | 1         | 2     | 0     | –          | –          | 34       | 1        |
| Sturm Graz       | 2015–16  | Osztrák Bundesliga           | 15        | 2         | 1     | 0     | 1          | 0          | 17       | 2        |
| Sturm Graz       | Összesen | Összesen                     | 76        | 5         | 8     | 2     | 3          | 0          | 87       | 7        |
| Eskişehirspor    | 2015–16  | Süper Lig                    | 15        | 2         | 1     | 0     | –          | –          | 16       | 2        |
| Fehérvár         | 2016–17  | Nemzeti Bajnokság I          | 20        | 4         | 2     | 1     | –          | –          | 22       | 5        |
| Fehérvár         | 2017–18  | Nemzeti Bajnokság I          | 28        | 5         | 1     | 0     | 7          | 0          | 36       | 5        |
| Fehérvár         | 2018–19  | Nemzeti Bajnokság I          | 27        | 2         | 7     | 2     | 13         | 1          | 47       | 5        |
| Fehérvár         | 2019–20  | Nemzeti Bajnokság I          | 10        | 0         | 0     | 0     | 3          | 0          | 13       | 0        |
| Fehérvár         | Összesen | Összesen                     | 85        | 11        | 10    | 3     | 23         | 1          | 118      | 15       |
| Wacker Innsbruck | 2020–21  | 2. Liga                      | 10        | 0         | 0     | 0     | –          | –          | 10       | 0        |
| Wacker Innsbruck | Összesen | Összesen                     | 10        | 0         | 0     | 0     | 0          | 0          | 10       | 0        |
| Wels             | 2021–22  | Regional League Central      | 15        | 0         | 0     | 0     | –          | –          | 15       | 0        |
| Wels             | Összesen | Összesen                     | 15        | 0         | 0     | 0     | 0          | 0          | 15       | 0        |
| Összesen         | Összesen | Összesen                     | 367       | 38        | 41    | 9     | 34         | 4          | 442      | 51       |

### Mérkőzései a bosnyák válogatottban
| #   | Dátum               | Ellenfél         | Eredmény | Kiírás              | Esemény |
| --- | ------------------- | ---------------- | -------- | ------------------- | ------- |
| 1.  | 2014. március 5.    | Egyiptom         | 0 – 2    | barátságos mérkőzés | 46'     |
| 2.  | 2014. május 30.     | Elefántcsontpart | 2 – 1    | barátságos mérkőzés | 83' 90' |
| 3.  | 2014. június 25.    | Irán             | 3 – 1    | vb-csoportkör       | 61'     |
| 4.  | 2014. október 10.   | Wales            | 0 – 0    | Eb-selejtező        | 17'     |
| 5.  | 2014. október 13.   | Belgium          | 1 – 1    | Eb-selejtező        |         |
| 6.  | 2014. november 16.  | Izrael           | 0 – 3    | Eb-selejtező        |         |
| 7.  | 2015. március 31.   | Ausztria         | 1 – 1    | barátságos mérkőzés | 79'     |
| 8.  | 2015. június 12.    | Izrael           | 3 – 1    | Eb-selejtező        | 85'     |
| 9.  | 2015. szeptember 6. | Andorra          | 3 – 0    | Eb-selejtező        | 45' 66' |
| 10. | 2015. október 10.   | Wales            | 2 – 0    | Eb-selejtező        | 89'     |
| 11. | 2016. március 29.   | Svájc            | 2 – 0    | barátságos mérkőzés | 66'     |
| 12. | 2016. május 29.     | Spanyolország    | 1 – 3    | barátságos mérkőzés | 67'     |
| 13. | 2016. június 3.     | Dánia            | 2 – 2    | Kirin-kupa          | 46'     |
| 14. | 2017. szeptember 3. | Gibraltár        | 4 – 0    | vb-selejtező        | 67'     |

## Sikerei, díjai
- Ried
  - Osztrák kupa: 2010-11

- Fehérvár
  - Magyar bajnok: 2017-18
  - Magyar kupa: 2018-19

## Fordítás
Ez a szócikk részben vagy egészben  az   Anel Hadžić című angol Wikipédia-szócikk fordításán alapul.  Az eredeti cikk szerkesztőit annak laptörténete sorolja fel. Ez a jelzés csupán a megfogalmazás eredetét és a szerzői jogokat jelzi, nem szolgál a cikkben szereplő információk forrásmegjelöléseként.